# رایانه ستبر

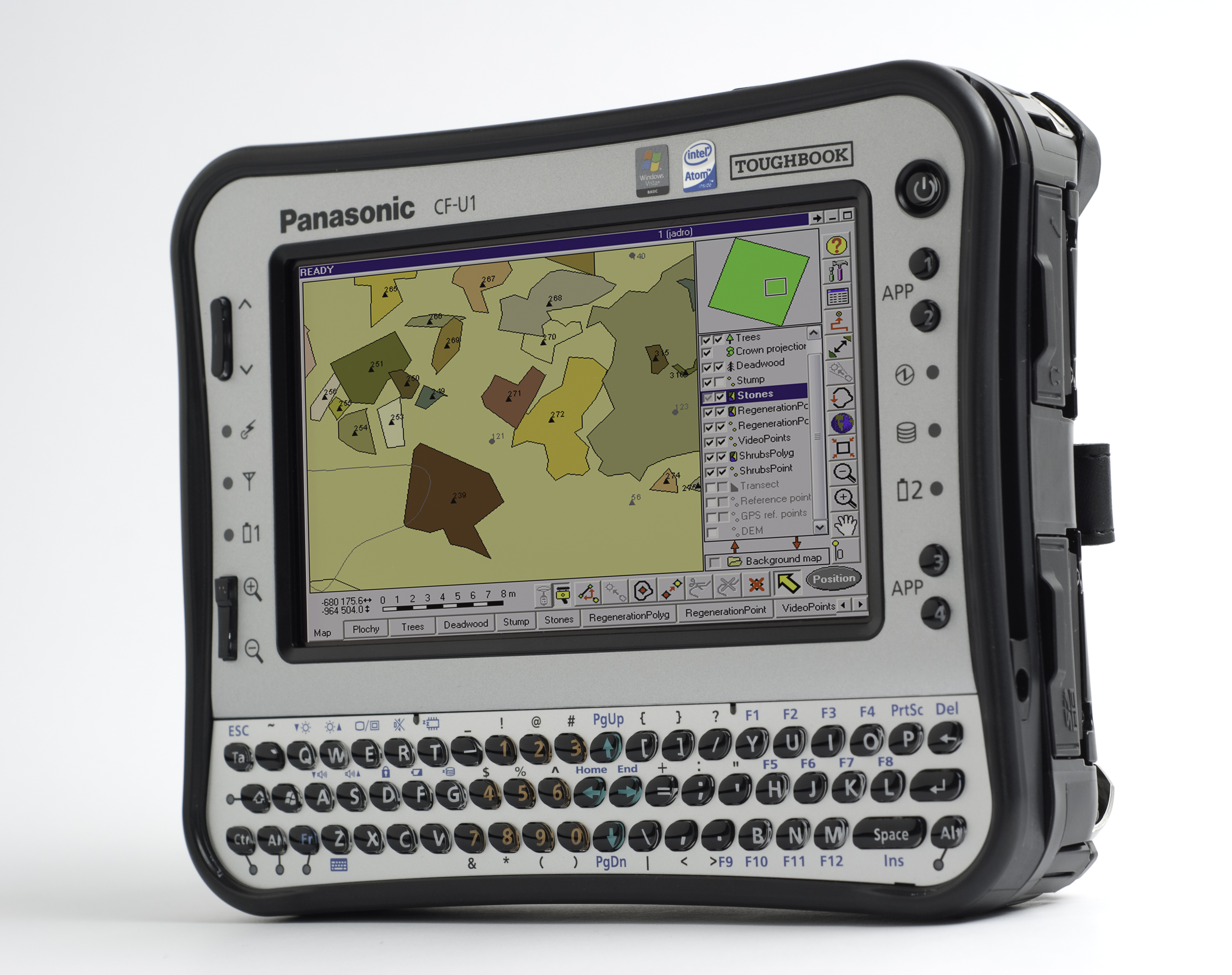
رایانه ستبر CF-U1 Toughbook پاناسونیک برای نقشه برداری

رایانه ستبر (به انگلیسی Rugged computer) رایانه‌ای است که به گونه‌ای طراحی شده است که بتواند در محیط خشن به درستی کار کند. لرزش شدید، هوای بسیار سرد یا گرم، رطوبت زیاد یا وجود گرد و خاک از جمله این شرایط محیطی است.
مراحل ساخت، قطعات به کار رفته و نرم‌افزار این گونه سیستم‌ها استانداردهای صنعتی و نظامی گوناگونی مانند MIL-STD-۸۱۰ ،MIL-S-۹۰۱ ،IEEE ۱۶۱۳ ،IP ،IS، ATEX IK، ،EN۵۰۱۰۲ و NEMA را پشت سر می‌گذارند.

## منبع
- مشارکت‌کنندگان ویکی‌پدیا. «Rugged computer». در دانشنامهٔ ویکی‌پدیای انگلیسی، بازبینی‌شده در مهر ۹۰.